# Gare de Saint-Chamas
Gare de Saint-Chamas vasútállomás Franciaországban, Saint-Chamas településen.

## Vasútvonalak
Az állomást az alábbi vasútvonalak érintik:
- Párizs–Marseille-vasútvonal

## Kapcsolódó állomások
A vasútállomáshoz az alábbi állomások vannak a legközelebb:
- Gare de Miramas
- Gare de Berre
- Gare de Rognac